# Alphonse Theis
Alphonse Theis, né le 23 septembre 1930 à Differdange (Luxembourg) et mort le 17 novembre 1999 à Alzingen (Luxembourg), est un homme politique luxembourgeois, membre du Parti populaire chrétien-social (CSV).
Lors des élections législatives du 17 juin 1984, il est candidat malheureux sur la liste conservatrice. Il n'est élu qu'en 1989 député à la Chambre pour la circonscription Centre, puis, il est réélu en 1994 et 1999 avant de mourir en fonction.
En 1970, il entre au conseil communal de Hesperange, puis, à partir de 1976 et jusqu'à sa mort, il en est le bourgmestre. Il donne également son nom au stade de football de la commune, le stade Alphonse-Theis à partir de 2001.
Alphonse Theis est également membre de l'Assemblée parlementaire du Conseil de l'Europe.